# Charops (Thrace)
Pour les articles homonymes, voir Charops.
Dans la mythologie grecque, Charops (en grec ancien Χάροψ / Khárops) est un roi de Thrace, père d'Œagre et grand-père d'Orphée.
Il est intronisé roi par Dionysos à la mort de Lycurgue qu'il a dénoncé. Initié aux ordinations bachiques, il les transmet à son successeur Œagre.
Charops fut aussi le surnom d'Héraclès adoré en Béotie lorsqu'il sortit des enfers en emmenant avec lui Cerbère.